# Фриберг, Мари
Мари Вильгемина Фриберг (также Мария; швед. Marie (Maria) Friberg; 5 января 1852 года, Стокгольм ― 16 сентября 1934 года, Париж) ― шведская оперная певица (альт). Выступала на сцене Королевской оперы в Стокгольме. Также известна благодаря своим любовным отношениям с королём Швеции Оскаром II, от которого она, предположительно, родила двоих сыновей.

## Биография
В 1883 году Мари Фриберг привлекла внимание шведской прессы, когда, выступая в Малом театре Стокгольма в роли невесты в пьесе «Странствия Счастливчика Пера» Августа Стриндберга, появилась на сцене в брачном венце с личной монограммой Оскара II. В газете Dagens Nyheter была опубликована статья, где утверждалось, что Фриберг с двумя сыновьями живёт в доме, который снял для неё монарх, который также является отцом этих двух мальчиков.
В 1891 году Мари Фриберг вышла замуж за французского дворянина Паскаля д’Обербара, виконта де Феруссака. Виконт также усыновил двух её детей. Однако уже очень скоро супруги расстались, и в 1893 году Мари вышла замуж за Эдварда Лемана (1841―1922). Примерно в то же время эмигрировала во Францию и жила в Париже. Похоронена в Стокгольме вместе со своими родителями.